# Apophua testacea
Apophua testacea là một loài tò vò trong họ Ichneumonidae.